# Epigrama
Epigrama (Grego: ἐπί-γραφὼ, literalmente, "sobre-escrever") pode-se referir, em seu sentido mais restrito, a uma inscrição funerária criada na Grécia Clássica e que era utilizada como uma inscrição que se punha sobre um objeto mortuário como uma estátua ou uma tumba. Em sentido mais amplo, epigrama é "todo poema caracterizado pela brevidade e pela concisão, duas qualidades às quais se ligava frequentemente - mas não necessariamente - - o humor, indo, às vezes, até à ironia mordaz” (MARTIN; GAILLARD, 1981).
No passado recente o epigrama passou a ser conhecido popularmente como uma "composição poética breve que com precisão e agudeza se expressa um único pensamento principal, festivo e satírico".
O poeta inglês Samuel Taylor Coleridge (1772 - 1834) elaborou a seguinte assertiva: "What is an Epigram? A dwarfish whole, Its body brevity, and wit its soul." (O que é um Epigrama? Um todo anão, Sua brevidade corporal, e sagacidade sua alma.).

## Origens
Os mais antigos epigramas de que se tem notícia como os monumentos, túmulos e estátuas pertencem ao século VIII a. C, conforme pesquisas de López Férez (2000). Com o passar do tempo, o dístico elegíaco tornou-se o esquema métrico mais comum do gênero e passou a ser o metro típico desses epitáfios e ex-votos. Com os combates bélicos, já no período clássico grego, esses tipos de inscrições tornaram-se muito comuns devido às homenagens que eram prestadas nos túmulos dos combatentes mortos.
Os epigramas mais antigos carecem de indicação de autor, mas o primeiro epigramista que foi noemado é Íon de Samos (lón de Samos ou Íon of Samos, conforme a língua), que viveu no século VIII a.C.; o epigrama está inscrito na estátua consegrada por Lisandro para comemorar a captura de Atenas.
No período helenístico, o epigrama continuou mantendo a sua brevidade como principal característica, mas se libertou de sua finalidade prática e de sua vinculação com as inscrições tumulares, conforme o trabalho de Gian Biagio Conte (1994). Assim, o epigrama deixou de ser inscrição, circunscrito a epitáfio e às dedicatórias e ampliou a sua temática abrigando todos os assuntos possíveis.

## Poesia epigramática
Existem diversos poemas escritos sobre a forma de epigrama, como por exemplo: o satírico Epigrama de Stalin, do poeta Osip Mandelstam, que descreve o clima de medo sob o autoritarismo da União Soviética.

A maioria dos epigramas gregos antigos pode ser encontrada na Antologia Palatina. Além dos gregos, destacaram-se na composição de epigramas os romanos  Marco Valerio Marcial e Catulo:
| “                            | Odi et amo. Quare id faciam fortasse requiris. Nescio, sed fieri sentio, et excrucior. (Eu odeio e amo. Porque o faço, perguntas porventura. Não sei, mas sinto que acontecer e sofro.) | ” |
| — Catulo, Apud: Manso (2019) | |   |